# تصنيف الدبابات

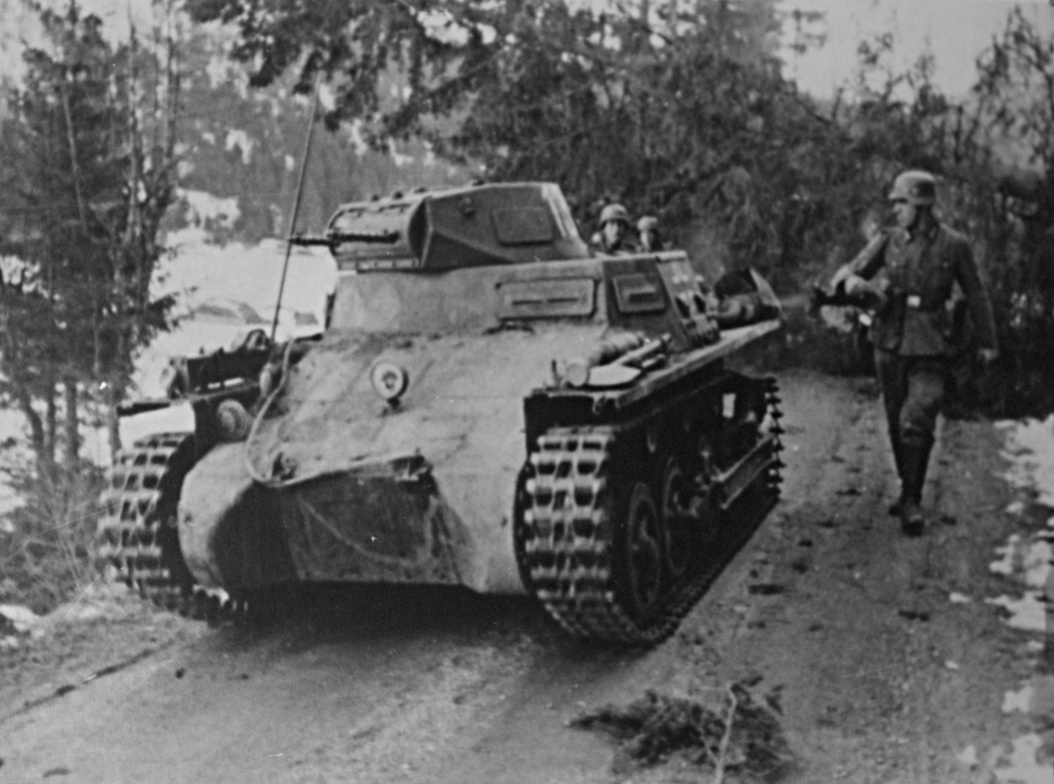
الدبابة الألمانية الخفيفة بانزر-1

تصنيف الدبابات هو علم تصنيف الدبابات لتحديد الدور الذي تقوم به أو لتحديد الفئة الوزنية للدبابة، تصنيف الدبابات بناء على الدور الذي تقوم به هو التصنيف الأساسي خلال المراحل الأولى لتطور الوحدات المدرعة بالجيوش الحديثة ويقسم هذا التصنيف الدبابات إلى دبابة مشاة ودبابة فرسان.
أما تصنيف الدبابات بناء على الفئة الوزنية فيتم بموجبه تقسيم الدبابات إلى دبابة خفيفة ودبابة متوسطة ودبابة ثقيلة بحسب وزنها.